# Riala GoIF
Riala GoIF (Gymnastik- och Idrottsförening) är en idrottsförening från Riala i Norrtälje kommun. Föreningen bildades den 10 februari 1926 och bedriver sin verksamhet på Lundbyvallen i Riala. Föreningen bedriver idag främst en fotbollsverksamhet och har ett herrlag i division 5, ett reservlag i division 7 samt ett damlag i division 5 (säsongen 2021). Förutom seniorlagen har föreningen även pojk- och flicklag. Laget spelar i gula tröjor, svarta byxor och gula strumpor.